# Форли дел Санио
Форли дел Санио (итал. Forlì del Sannio) је насеље у Италији у округу Изернија, региону Молизе.
Према процени из 2011. у насељу је живело 525 становника. Насеље се налази на надморској висини од 625 м.

## Становништво
| 1936. | 1951. | 1961. | 1971. | 1981. | 1991. | 2001. | 2011. |
| ----- | ----- | ----- | ----- | ----- | ----- | ----- | ----- |
| 1.980 | 1.906 | 1.596 | 1.265 | 1.104 | 918   | 833   | 735   |